# Robert Glutz von Blotzheim

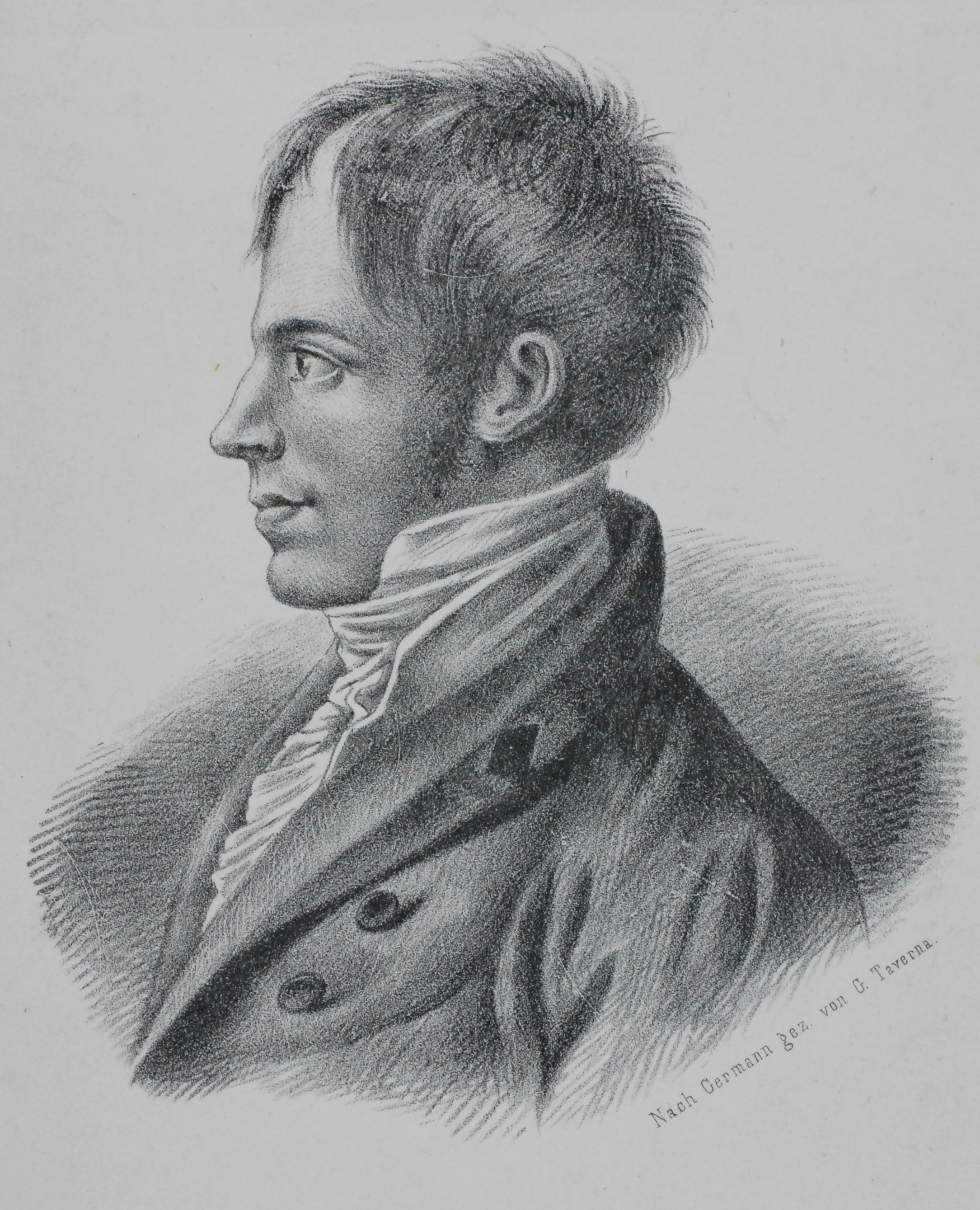
Robert Glutz

Urs Robert Joseph Felix Glutz von Blotzheim (auch Robert Glutz-Blotzheim, Glutz von Solothurn oder kurz Glutz; * 30. Januar 1786 in Solothurn; † 14. April 1818 in München) war ein Schweizer Historiker, Schriftsteller, Bibliothekar und Journalist. Er gilt als Pionier der quellenbasierten Geschichtsforschung.

## Leben

### Herkunft und Studienjahre
Robert Glutz von Blotzheim war der Sohn des Politikers Urs Glutz von Blotzheim und dessen Frau Maria Magdalena von Sury. Sein Bruder war der Geistliche Konrad Josef Glutz von Blotzheim. Robert Glutz besuchte von 1797 bis 1804 das katholische Kollegium in Solothurn, die heutige Kantonsschule Solothurn, wo er zu den besten Schülern zählte. Zu fruchtbarem Selbststudium angeregt wurde er in dieser Zeit vor allem von dem Prämonstratenserpater Pacific Migy aus Pruntrut, welcher nach der Aufhebung des Klosters Bellelay einige Jahre in Deutschland zugebracht hatte und von 1801 bis 1802 in Solothurn Professor der Rhetorik und Poesie war.
1804 begann Glutz ein Studium der Rechtswissenschaften in Landshut in Bayern. Im Herbst 1805 hatte er sich gerade auf eine Ferienreise nach Wien begeben, als französische Truppen im Dritten Koalitionskrieg auf Österreich vorrückten. Er verliess Wien vor dem Einmarsch der Franzosen und floh über Böhmen nach Leipzig. Von dort aus besuchte er Weimar, wo er eine anregende Unterredung mit Goethe geführt haben soll, und reiste weiter nach Würzburg. Dort führte er seine Geschichtsstudien fort. Im April 1806 kehrte er nach Landshut zurück. Sein Studium schloss Glutz nicht ab; das Sommersemester 1806 widmete er der Arbeit an seiner politischen Schrift Das gegenwärtige Interesse der Schweizer, wonach er nach Solothurn zurückkehrte.

### Kulturelles Engagement in Solothurn
1807 übernahm Robert Glutz die Leitung der Stadtbibliothek Solothurn. Seiner Initiative war es zu verdanken, dass die in Vergessenheit geratene und kaum mehr genutzte Stadtbibliothek wiederbelebt wurde. Er anerbot sich, sie zu erneuern, brachte sie wieder in einen benutzbaren Zustand und wurde mit ihrer Neueröffnung vom Stadtrat zum Bibliothekar ernannt. Robert Glutz schuf eine Aufstellungssystematik und einen alphabetischen Katalog, trieb ausstehende Werke ein und weckte unter den Bürgern der Stadt Solothurn wieder das Interesse an Schenkungen zugunsten der Bibliothek. Zudem erhielt er ausreichende Mittel für nötige Neuanschaffungen. Am 18. Dezember 1814 erklärte Glutz seinen Rücktritt als Bibliothekar, den er in einem Schreiben mit einer Abwesenheit von mehreren Monaten begründete. Glutz konzentrierte sich auf die Geschichtsforschung und arbeitete in Zürich an seiner Fortsetzung der Geschichten Schweizerischer Eidgenossenschaft von Johannes von Müller. Leo Altermatt (1896–1962, ab 1936 Direktor der Zentralbibliothek Solothurn) schreibt Glutz’ Rücktritt dagegen zunehmender Überwachung seiner Anschaffungspolitik zu: „Der reaktionäre Geist, der aus den Verfügungen der kantonalen Zensurkommission sprach, lähmte aber bald den Eifer des Bibliothekars.“
Ebenfalls 1807 gründete Glutz zusammen mit den Ratsherren Joseph Lüthy und Ludwig von Roll sowie dem Staatsschreiber Friedrich von Roll die „Literarische Gesellschaft“ von Solothurn. Er wurde erster Sekretär, Ludwig von Roll erster Präsident der Gesellschaft. Als Glutz 1814/1815 von seinem Amt zurücktrat (1814 fanden keine Sitzungen statt), folgte ihm Peter Ignaz Scherer als Sekretär, der auch sein Nachfolger als Stadtbibliothekar geworden war.
1809 belebte Glutz die solothurnische Theatertradition, indem er die Gründung einer „Theatralischen Gesellschaft“ betrieb. Er forderte eine Erneuerung des Theaterwesens, äusserlich durch die Modernisierung des veralteten Stadttheaters und geistig durch die Aufführung zeitgemässer Stücke. Über diesen Punkt kam es in der Theatergesellschaft jedoch bald zum Streit und Glutz zog sich 1811 mit einem harschen Schreiben zurück, in welchem er die ausgewählten Dramen als „der Ehre der Gesellschaft nachteilig“ und als eine „Schande“ bezeichnete. An einen Freund schrieb er, dass in der Theatralischen Gesellschaft „jene Partey, mit welcher ich so viel gekämpft, und welche nur Kotzebue-Schikanederisches und noch Schlechteres Zeug wollte“ den Sieg davongetragen habe. Glutz wollte unter anderem das Singspiel Jery und Bätely mit Goethes Text aufführen lassen, das er in der Gesellschaft des von ihm kritisierten Repertoires als „entehrt“ angesehen hätte.

### Publizistische und politische Tätigkeit
Ab Ende 1809 übernahm Glutz zudem die Redaktion des „Solothurnischen Wochenblatts“. Es wurde seit 1803 vom Drucker Hieronymus Vogelsang herausgegeben und erlangte eine gewisse Bedeutung für die Geschichtswissenschaft, da es viele historische Urkunden abdruckte. Auch die Tätigkeit als Chefredaktor gab Glutz nach Schwierigkeiten mit der Zensurbehörde bereits Mitte 1810 wieder auf.  Schon die am 20. Januar 1810 unter dem Pseudonym „Sanchuniathon“ veröffentlichte Beschreibung einer Reise nach Appenzell hatte Robert Glutz in seiner Eigenschaft als Chefredaktor eine Ermahnung eingetragen, da sich Appenzell über die Darstellung beschwert hatte. „Sanchuniathon“ schreibt beispielsweise zur Ankunft in Appenzell: „Wo ist die Polizey, rief ich, als ich meine halbzermalmten Knochen aus der Kutsche hob und ein Schwarm Bettler mich umringte. Aber niemand wusste, was das für ein Thier sey.“ Ob sich hinter „Sanchuniathon“ Glutz selbst oder der Ratsherr Joseph Lüthy verbarg, ist nicht mehr sicher zu klären. Nach Aufenthalten in Zürich und Schaffhausen übernahm Glutz von 1813 bis Anfang 1814 erneut die Redaktion des Wochenblatts.
Robert Glutz versah auch politische Ämter. 1812 wurde er als Mitglied der Schneidernzunft in den grossen Stadtrat abgeordnet. In Solothurn mussten sich auch vornehme Herren, die kein Handwerk ausübten, in eine Handwerkszunft einreihen, um ratsfähig zu werden. Er beteiligte sich am erfolgreichen patrizischen Staatsstreich vom 8. Januar 1814, mit dem im Kanton Solothurn die napoleonische Mediation endete und die Restaurationszeit begann. 1871 schrieb Alfred Hartmann über diese Beteiligung, dass es Glutz nicht um die „Wiederherstellung der alten Missbräuche“ gegangen sei, sondern sieht die Motivation in Glutz’ „Franzosenhass“ und dem „Druck, welchen der napoleonische Despotismus auch auf ihn ausgeübt hatte“. Hartmann schrieb weiter: „Nicht die Wiederherstellung des alten aristokratischen Zopfes war es, was er fördern wollte, sondern die Herrschaft einer Aristokratie der Bildung, welche sich aus allen Kreisen rekrutiren sollte, wo das Licht der Humanität und Aufklärung leuchtete; sei es nun aus den patrizischen, bürgerlichen oder bäuerlichen Gesellschaftsschichten.“

Glutz-Gedenkstein in der Verenaschlucht

Glutz wurde in den Grossen Rat gewählt, aus dem er jedoch Ende 1816 wieder austrat. Hartmann schreibt, Robert und sein Vetter Karl hätten erkannt, „dass von Seiten derjenigen, die mit ihrer Hülfe wiederum an's Ruder gekommen waren, ganz andere Tendenzen verfolgt wurden, als jene, wozu sie sich selber bekennen durften“. Nach dem gescheiterten demokratischen Aufstand vom 2. Juni 1814 wurde Glutz wegen des Verdachts, daran beteiligt gewesen zu sein, kurzzeitig inhaftiert. Eine Untersuchungskommission stellte jedoch fest, dass er „an den Ereignissen vom 2. Juni keinen Anteil genommen“ habe, woraufhin er am 9. Juli entlassen wurde und seinen Sitz im Grossen Rat behielt. Glutz’ Biograph Otto Heinrich Allemann geht davon aus, dass die Regierung Glutz wegen früherer Äusserungen verhaften liess. Aus einem Brief von Glutz an Heinrich Zschokke geht jedenfalls hervor, dass er mit den Aufrührern sympathisierte.

### Als Historiker in Zürich
Glutz widmete sich nach seinem Rücktritt als Bibliothekar in Solothurn der Arbeit am Fortsetzungsband der Geschichten Schweizerischer Eidgenossenschaft von Johannes von Müller. Nachdem dieser
erschienen und Glutz auch aus dem Grossen Rat ausgeschieden war, siedelte er sich Ende 1816 fest in Zürich an, wo er sich zuvor bereits längere Zeit aufgehalten hatte. Der Aufenthalt in Solothurn war ihm vergällt, da sein Buch dort anfänglich nicht ernst genommen, ja sogar verspottet worden war. In Deutschland wurde das Werk dagegen äusserst günstig aufgenommen: „Glutz war merkwürdigerweise in Deutschland zu grösserer Berühmtheit gelangt, als in der Schweiz, wo ihm der Übermut, in die Fussstapfen Johannes von Müllers zu treten, nur allmählich und zögernd verziehen wurde.“ Die Universität Breslau stellte ihm einen Lehrstuhl in Aussicht. Auf der Reise dorthin hielt er sich zu Beginn des Jahres 1818 in München bei Karl Friedrich von Breyer auf, seinem Freund und ehemaligen Professor in Landshut, der 1809 an die Münchner Akademie der Wissenschaften berufen worden war. Breyer erkrankte jedoch bald am in München grassierenden Typhus („Schleimfieber“) und Glutz widmete sich bis zur Erschöpfung seiner Pflege, wobei er sich ebenfalls ansteckte. Am 14. April 1818 starb Robert Glutz von Blotzheim im Alter von 32 Jahren überraschend an einem Hirnschlag; acht Tage später starb auch Breyer. In den Nekrologen auf Glutz wurde sein früher Tod als ein bedeutender Verlust für die „vaterländische Geschichte“ betrauert.

## Werk

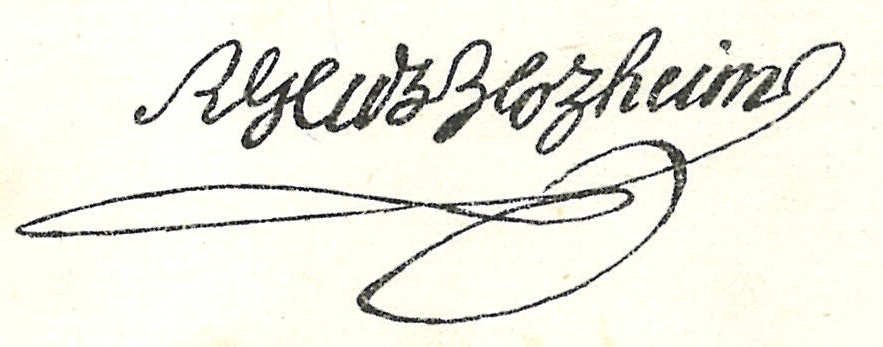
Unterschrift von Robert Glutz

Das Hauptwerk von Robert Glutz ist die 1816 bei Orell, Füssli und Comp. in Zürich erschienene „Geschichte der Eidgenossen vom Tode des Bürgermeisters Waldmann bis zum ewigen Frieden mit Frankreich. Johann von Müllers Geschichten schweiz. Eidgenossenschaft fünften Theils, zweite Abtheilung.“ Sie umfasst die Jahre 1489–1516 und schildert die schweizerische Politik- und Kriegsgeschichte dieses Zeitraums. Glutz unternimmt darin eine Abkehr von „Müllers Sucht, die Dinge glücklich und erhebend eintreffen zu lassen“ und bemüht sich um eine streng an den Quellen orientierte, sachliche Darstellung der Abläufe, auch wo sie die Schweizer nicht in einem günstigen Licht erscheinen lassen. Feller/Bonjour schreiben dazu in ihrem Werk zur Geschichtsschreibung der Schweiz: „Auch hierin war er ohne Vorläufer. So befreite er sich von Müller und zerriss den Schleier; hatte man bisher Grosstaten bewundert, so deckte er die Abgründe auf, aus denen sie emporgestiegen waren.“ Glutz verurteilte das Schweizer Söldnertum und konstatierte in der von ihm beschriebenen Zeit einen sittlichen Absturz der Eidgenossenschaft. Seine Quellen fand Glutz in den Staatsarchiven von Solothurn und Zürich. In Solothurn konnte er sich unter anderem einer grossen Urkundensammlung des Stadtschreibers Franz Haffner bedienen, die vom Ende des 15. Jahrhunderts bis 1519 reicht. In Zürich waren die Sammlungen von Aegidius Tschudi für Glutz besonders wichtig.
Besondere Bekanntheit erlangte die in Glutz’ „Geschichte der Eidgenossen …“ enthaltene Beschreibung der Schlacht bei Dornach durch ihre dramatische und bildhafte Gestaltung. Sie wurde am Jahrestag der Schlacht jeweils in der Kantonsschule Solothurn „von einem der Jünglinge der lauschenden Volksmenge vorgelesen.“
Weitere Werke von Robert Glutz:
- 1806 „Das gegenwärtige Interesse der Schweizer“, erschienen anonym und ohne Verlagsort („Helvetien, 1806“). In dieser Streitschrift, die im Kontext eines erstarkenden schweizerischen Nationalbewusstseins in der Mediationszeit steht, tritt der junge Glutz in teils heftigen Worten für eine möglichst autarke Schweiz und eine wirkungsvolle bewaffnete Verteidigung ihrer Freiheit ein: „Fluch und Schande komme über den feigen Buben und seine Nachkommen, der nicht Leib und Leben daran wagt, die mit vielem Blute erkaufte Freiheit zu erhalten, und fremde Fürstengunst schöner Selbständigkeit vorzieht! Mag er in Wohllust schwelgen, oder vor dem Fürsten kriechen, ihn verfolgen die Schatten der Helden von St. Jakob und grüssen ihn mit blutig-schrecklichem Antlitz, denn er ist ein Verräter des Vaterlandes, ein elender Bube, unwerth, dass die vaterländischen Gebirge über ihm zusammenstürzen, seine Schmach zu bedecken.“[18]
- 1813 „Topographisch-statistische Beschreibung des Kantons Solothurn.“ In: Helvetischer Almanach, erschienen bei Orell und Füssli in Zürich.
- 1816 „Darstellung des Versuchs, die Reformation in Solothurn einzuführen“, zuerst erschienen im Schweizerischen Museum, Jahrgang 11 (1816), 1838 nachgedruckt in Solothurn bei Joseph Tschan.
- 1818 „Handbuch für Reisende in der Schweiz“, 4., verbesserte Auflage, erschienen ohne Verfasserangabe bei Orell und Füssli in Zürich. Der Verfasser der ersten drei Auflagen war Heinrich Heidegger; Glutz’ Name wurde erst in der 5. und 6. Auflage des Reisehandbuchs angegeben. Es weist die typischen Eigenarten von Glutz’ Schreibart auf: wissenschaftliche Methode, scharfe Kritik („Mit Sorgfalt pflegten die Jesuiten Unwissenheit und oberflächliche Bildung“) und Patriotismus.[19]
- 1818 „Nachrichten von den öffentlichen Lehranstalten in Solothurn und Vorschläge zur Verbesserung derselben.“ Glutz kritisiert darin die solothurnischen Schulen im Allgemeinen und insbesondere das Kollegium in Solothurn. Die erst nach Glutz’ Tod erschienene Schrift führte zu einigen Diskussionen, Flugblättern und Artikeln, darunter eine Entgegnung der solothurnischen Professoren.

## Persönlichkeit
Robert Glutz von Blotzheim neigte zu schroffem Auftreten und spendete lieber Tadel als Lob. Johann Jakob Hottinger, der Glutz sehr schätzte, ging in seiner Totenrede auf diesen Charakterzug ein:
Aber wenn irgend ein Mensch, dem ich mit grosser Erwartung mich näherte, durch seine Art sich zu äussern, gleich im Anfange mich, und wie sich bald zeigte, auch viele andere unangenehm zurückstiess, so war es Glutz. Ausser einer halb lispelnden, halb schnarrenden Aussprache, die seine Unterhaltung, bis man daran gewöhnt war, unverständlich und mühsam machte, schien er einen unerschöpflichen Vorrat absprechenden Tadels in sich zu besitzen. Die Beiworte: armselig, unwissend, gemein, schwebten bei jeder Gelegenheit auf seinen Lippen, wurden ohne Schonung berühmten und unberühmten Werken und Personen in gleichem Masse zugeteilt, und wenn man um nähere Erklärung oder Begründung des überraschenden Urteils bat, so brach er oft mit einem Achselzucken, einer Kopf- oder Muskelbewegung ab, die widerlich mit dem sonst so beseelten, sanften Blick seiner Augen und seinem eigenthümlichen, gutmüthigen Lächeln contrastierte.
Als Hottinger Glutz näher kennenlernte, wandelte sich sein Urteil jedoch und er schrieb Glutz’ Schroffheit mehr „einem Mangel an Weltbildung“ und einer „republikanischen Freimüthigkeit“ zu als etwa jugendlicher Selbstgefälligkeit.
Überhaupt gewann Glutz, je näher man ihn kennen lernte; dann musste man sein reines Gemüth, sein tadelloses sittliches Leben, seine regelmässige, stets auf einen bestimmten Punkt hingerichtete Arbeitsamkeit, seine republikanische Freimüthigkeit, seine unerschütterliche Freiheitsliebe und sein leises Gerechtigkeitsgefühl hochachtend anerkennen.